# 조선인민군군악단

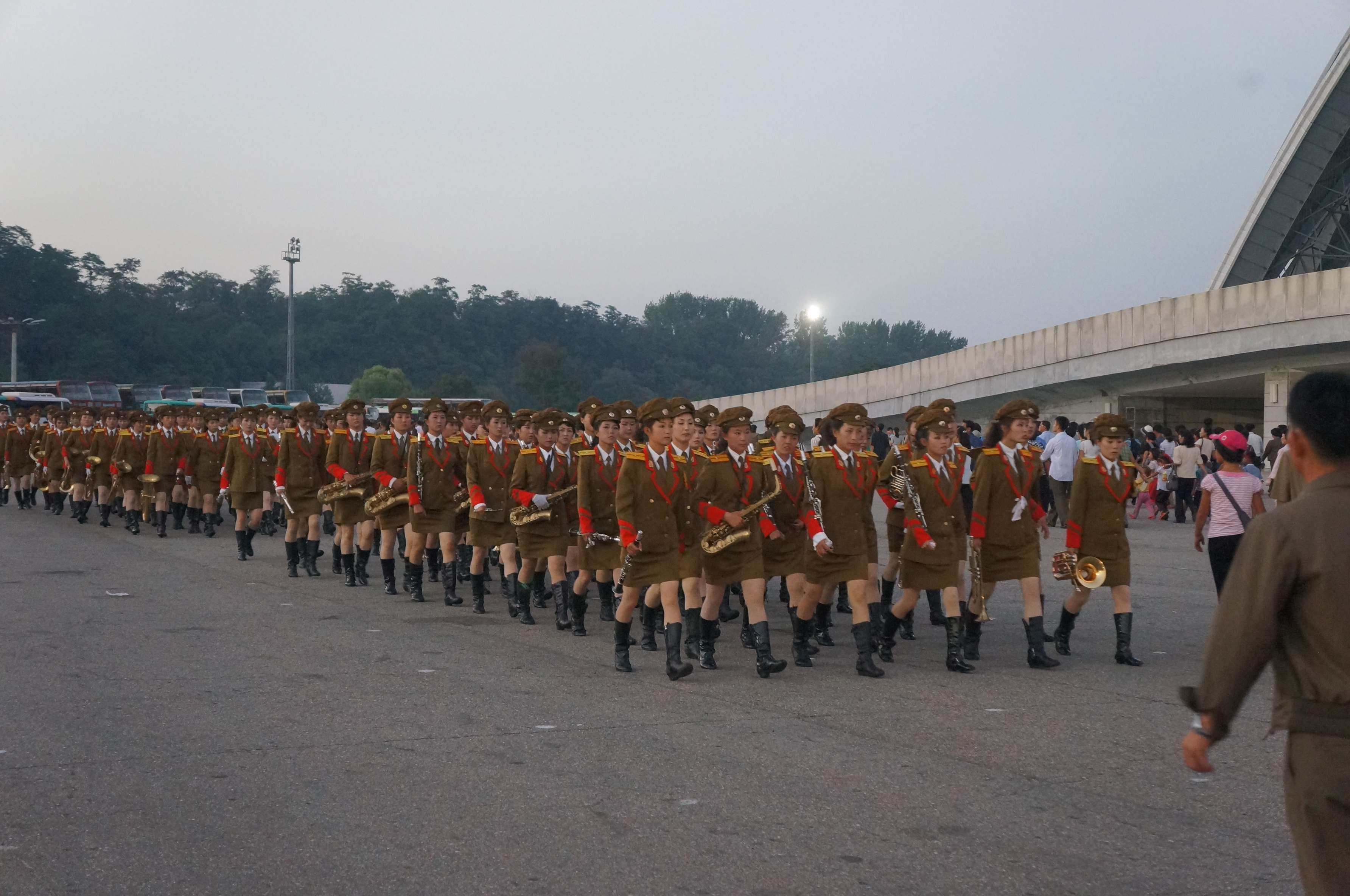
조선인민군 군악단

조선인민군 군악단(朝鮮人民軍軍樂團, Military Band of the Korean People's Army)은 조선인민군의 취주악단이다. 1946년 조선인민군 간부 육성을 위해 설립한 평양학원의 부속 군악대가 그 시초이며, 한국 전쟁 발발 직후 최고사령부가 창설되자 직속 부대 형식으로 통합되어 '최고사령부 군악대' 로 개칭되었다.
휴전 후 단원을 대폭 보충하면서 '최고사령부 군악단'으로 개칭하였고, 1980년대에 현재의 이름으로 다시 개칭되었다. 단원 수는 약 900여 명에 달하지만, 전체 인원의 합주는 평양 김일성광장에서 거행되는 열병식이나 집단체조 등의 대규모 행사뿐이며, 대개 10개 중대로 나뉘어 공연하고 있다.
단장은 대좌이며, 연대장에 준하는 대우를 받고 있다. 휘하에 군악 중대 외에 행정/지원 부서를 두고 있으며, 단원은 조선민주주의인민공화국 각지의 고등중학교 졸업생들이나 사단/군단 군악대원들 중에서 음악성과 당성, 체격 조건 등을 고려해 모집하고 있다.
연주 레퍼토리는 대부분 군가 혹은 그에 준하는 내용의 노래를 취주악용으로 편곡한 작품들이며, 최근에는 중국이나 러시아 등의 군악 레퍼토리도 다루고 있다. 리효선이나 정두명 등의 작곡/편곡자를 악단 직속으로 두고 있다.
단독 공연 외에도 방송 출연, 공식 행사의 주악, 공훈국가합창단과의 합동 공연, 지방 군부대 위문공연 등을 진행하고 있다. 2000년의 6·15 남북 공동선언 때에는 순안국제공항에서 독립군가인 '용진가'를 주악하여 화제가 되기도 했고, 2006년 2월에는 러시아 국방성 소속 중앙군악단과 합동으로 평양 시내에서 군악시위 행사를 개최하기도 했다.
조선민주주의인민공화국 음반사인 광명음악사의 '조선의 노래' 시리즈로 CD를 발매했고, 근래에 군악단 명의의 독자적인 시리즈로 재출반하고 있다.

## 같이 보기
- 조선인민군